# يو كيه
يو كيه هو سياسي صيني، ولد في 1913، وتوفي في 2004. نشط حزبياً في الحزب الشيوعي الصيني. وقد انتخب عضو مجلس الشعب الصيني ‏ خلال فترته النيابية ‏.